# Казакларское сельское поселение
Казакларское се́льское поселе́ние — муниципальное образование в Высокогорском районе Татарстана Российской Федерации.
Административный центр — село Казаклар.

## История
Статус и границы сельского поселения установлены Законом Республики Татарстан от 31 января 2005 года № 20-ЗРТ «Об установлении границ территорий и статусе муниципального образования "Высокогорский муниципальный район" и муниципальных образований в его составе».

## Население
| 2010 | 2011 | 2012 | 2013 | 2014 | 2015 | 2016 |
| ---- | ---- | ---- | ---- | ---- | ---- | ---- |
| 642  | ↗643 | ↘605 | ↘600 | ↘592 | ↘579 | →579 |
| 2017 | 2018 |      |      |      |      |      |
| ↘571 | ↘566 |      |      |      |      |      |

## Состав сельского поселения
| № | Населённый пункт | Тип населённого пункта       | Население |
| - | ---------------- | ---------------------------- | --------- |
| 1 | Казаклар         | село, административный центр |           |
| 2 | Махмур           | деревня                      |           |
| 3 | Наратлык         | деревня                      |           |
| 4 | Улля             | село                         |           |